# 克劳迪奥·迪科斯特
克劳迪奥·迪科斯特（義大利語：Claudio Di Coste，1954年8月13日—），意大利前男子排球运动员。他曾代表意大利国家队参加1980年夏季奥林匹克运动会排球比赛，结果获得第九名。